# Les Engagés
Zaangażowani (fr. Les Engagés, LE) – belgijska, frankofońska partia polityczna o profilu chadeckim, działająca na terenie Walonii. Uczestniczy w rządach na szczeblu krajowym, wspólnoty francuskiej i Regionu Walońskiego. Powstała w 1972, do 2002 funkcjonowała pod nazwą Partia Społeczno-Chrześcijańska (fr. Parti social chrétien, PSC), następnie do 2022 działała pod nazwą Centrum Demokratyczno-Humanistyczne (fr. Centre démocrate humaniste, cdH). We wspólnocie niemieckojęzycznej jej siostrzanym ugrupowaniem jest Partia Chrześcijańsko-Społeczna.

## Historia
Historia PSC sięga czasów PSC-CVP, belgijskiego ugrupowania chrześcijańsko-demokratycznego, powstałego po II wojnie światowej jako sukcesora bloku katolickiego. W partii doszło do rozłamu na tle kwestii językowych. Podział na dwa odrębne ugrupowania został zapoczątkowany w 1968, zakończył się ostatecznie w 1972. Działacze francuskojęzyczni kontynuowali działalność w ramach Partii Chrześcijańsko-Społecznej, a niderlandzkojęzyczni prowadzili ją w ramach Chrześcijańskiej Partii Ludowej.
PSC wchodziła w skład belgijskich rządów do czasu porażki w wyborach w 1999, po których nowy gabinet (pierwszy od 1958 bez udziału ugrupowań chadeckich) sformował liberał Guy Verhofstadt. Partia w 2002 dokonała wewnętrznej reorganizacji, w ramach której zmieniono również nazwę na Centrum Demokratyczno-Humanistyczne. Po wyborach 2003 nadal pozostała w opozycji, rok później powróciła do władzy w regionie.
W wyborach w 2007 uzyskała 10 mandatów w Izbie Reprezentantów. Od 2008 ponownie uczestniczyła w koalicjach rządowych na szczeblu centralnym. W przedterminowych wyborach parlamentarnych w 2010 partia uzyskała podobne wyniki, zdobywając tym razem 9 miejsc w Izbie Reprezentantów i 2 w Senacie. W 2011 partia weszła do koalicji rządowej popierającej rząd, na czele którego stanął waloński socjalista Elio Di Rupo, w 2014 przeszła do opozycji wobec nowego gabinetu. Pięć lat później walońscy chadecy odnotowali najsłabszy wynik w historii w wyborach krajowych.
W 2022 po raz kolejny doszło do zmiany nazwy partii. W 2024 partia pod nowym szyldem zdobyła 14 mandatów w Izbie Reprezentantów (najwięcej od ponad 30 lat). W 2025 dołączyła do nowej koalicji rządowej na szczeblu federalnym, współtworząc rząd Barta De Wevera.

## Wyniki wyborcze
Wybory do Izby Reprezentantów:
- 1971: 6,2% głosów, 15 mandatów[9]
- 1974: 9,1% głosów, 22 mandaty[10]
- 1977: 7,3% głosów, 24 mandaty[11]
- 1978: 10,1% głosów, 25 mandatów[12]
- 1981: 7,2% głosów, 18 mandatów
- 1985: 8,0% głosów, 20 mandatów
- 1987: 8,0% głosów, 19 mandatów
- 1991: 7,7% głosów, 18 mandatów
- 1995: 7,7% głosów, 12 mandatów
- 1999: 5,9% głosów, 10 mandatów
- 2003: 5,5% głosów, 8 mandatów
- 2007: 6,1% głosów, 10 mandatów
- 2010: 5,6% głosów, 9 mandatów
- 2014: 5,0% głosów, 9 mandatów
- 2019: 3,7% głosów, 5 mandatów
- 2024: 6,8% głosów, 14 mandatów[7]

## Przewodniczący
- 1968–1972: Léon Servais
- 1972–1972: Léon Remacle (p.o.)
- 1972–1976: Charles-Ferdinand Nothomb
- 1976–1977: Georges Gramme (p.o.)
- 1977–1979: Charles-Ferdinand Nothomb
- 1979–1979: Charles Hanin (p.o.)
- 1979–1981: Paul Vanden Boeynants
- 1981–1996: Gérard Deprez
- 1996–1998: Charles-Ferdinand Nothomb
- 1998–1999: Philippe Maystadt
- 1999–2011: Joëlle Milquet
- 2011–2019: Benoît Lutgen[2]
- 2019–2025: Maxime Prévot
- od 2025: Yvan Verougstraete[13][14][15]